# Passage Saint-Vivant
Le passage Saint-Vivant est une voie du 12e arrondissement de Paris, en France.

## Situation et accès
Le passage Saint-Vivant est situé dans le 12e arrondissement de Paris. Il débute au 25, rue des Pirogues-de-Bercy et se termine au 22, rue François-Truffaut.

## Origine du nom
Son nom fait référence à un armagnac qui était produit par le dernier occupant des entrepôts de Bercy.

## Historique
Cette voie située dans les anciens entrepôts de Bercy, a été créée lors de l'aménagement de la ZAC Bercy et a pris sa dénomination par décret municipal du 17 mars 2000.